# トップガン/Love Story
『トップガン/Love Story』（トップガン/ラブ・ストーリー）は、日本の男性アイドルグループであるNEWSの25枚目のシングル。2019年6月12日にジャニーズ・エンタテイメントからリリース。

## 概要
前作『「生きろ」』から約9か月振りのリリースで、初回“トップガン”盤、初回“Love Story”盤、通常盤の3形態で発売された。
「トップガン」は、関ジャニ∞の丸山隆平出演 テレビ東京系ドラマBiz『よつば銀行 原島浩美がモノ申す!〜この女に賭けろ〜』のオープニングテーマであり、メンバーの加藤シゲアキは第3話にゲスト出演した。王道のアッパーチューンで、左手を高く掲げ、右手を水平に広げて肩をうねらすように踊る振付は、振付稼業air:manが手掛けた。「Love Story」は、メンバー出演 GREE『NEWSに恋して』のCMソングであり、ストレートな歌詞が印象的なラブソング。
「トップガン」「Love Story」はともにジャケットやミュージックビデオの衣装プロデュース・スタイリングを増田貴久が手掛けており、「トップガン」では白いトップスと赤いパンツという組み合わせは4人お揃いだが、形は少しずつ違い、一人ひとりの個性を活かすようなデザインになっている。
“トップガン”盤には2007年発売の7thシングル「weeeek」を、“Love Story”盤には2005年発売の4thシングル『TEPPEN』の両形態に収録されている「夢の数だけ愛が生まれる」を「Represent NEWS Mix」として再録。
初回“トップガン”盤のDVDには「トップガン」のMusic Clip & Makingが、初回“Love Story”盤のDVDには「Love Story」のMusic Clipとメンバー4人のソロアングルが収録され、通常盤には「Dragonism」のカップリング1曲と、オリジナル・カラオケ3曲が収録されている。
2020年6月19日をもってメンバーの手越祐也が脱退を発表したため、4人体制では最後のシングルとなった。

## 封入特典・仕様
初回“トップガン”盤・初回“Love Story”盤
- 6面12Pジャケット

通常盤
- 4面8Pジャケット
- 「トップガン/Love Story」スペシャルステッカー〈衣装デザイン〉 ※初回プレスのみ

## 収録曲

### CD

#### 通常盤
1. トップガン [3:47]
作詞：Hacchin' Maya、作曲・編曲：ヒロイズム、ブラスアレンジ・ストリングスアレンジ：CHOKKAKU
  - 丸山隆平出演 テレビ東京系ドラマBiz『よつば銀行 原島浩美がモノ申す!〜この女に賭けろ〜』オープニングテーマ
2. Love Story [3:48]
作詞・編曲：ヒロイズム、作曲：take4・ヒロイズム
  - NEWS出演 GREE『NEWSに恋して』CMソング
3. Dragonism [3:28]
作詞：栗原暁、作曲：☆Taku Takahashi・Mitsunori Ikeda・栗原暁・久保田真悟、編曲：☆Taku Takahashi・Mitsunori Ikeda
4. トップガン（オリジナル・カラオケ）
5. Love Story（オリジナル・カラオケ）
6. Dragonism（オリジナル・カラオケ）

#### 初回“トップガン”盤
1. トップガン
2. Love Story
3. weeeek -Represent NEWS Mix- [3:48]
作詞・作曲：GReeeeN、編曲：鈴木雅也・JIN
  - 7thシングルの再録バージョン

#### 初回“Love Story”盤
1. Love Story
2. トップガン
3. 夢の数だけ愛が生まれる -Represent NEWS Mix- [4:41]
作詞：zopp、作曲：Larry Forsberg・Sven-Inge Sjoberg・Lennart Wastesson、編曲：安部潤
  - 4thシングル「TEPPEN」カップリングの再録バージョン

### DVD

#### 初回“トップガン”盤
1. 「トップガン」Music Clip & Making

#### 初回“Love Story”盤
1. 「Love Story」Music Clip
2. 「Love Story」Music Clip KOYAMA Ver.
3. 「Love Story」Music Clip KATO Ver.
4. 「Love Story」Music Clip MASUDA Ver.
5. 「Love Story」Music Clip TEGOSHI Ver.

## チャート成績
初週18.0万枚を売り上げ、2019年6月24日付オリコン週間シングルランキングで初登場1位を獲得。「デビュー曲からの連続1位獲得作品数」も25作連続に更新した。

## 収録映像作品
トップガン
- NEWS LIVE TOUR 2019 WORLDISTA
- NEWS LIVE TOUR 2020 STORY
- NEWS LIVE TOUR 2022 音楽

Love Story
- NEWS LIVE TOUR 2019 WORLDISTA
- NEWS LIVE TOUR 2020 STORY

Dragonism
- NEWS LIVE TOUR 2020 STORY